# Огороднік Олександр Олександрович
Олександр Олександрович Огороднік (нар. 21 травня 1999, Терешки, Барський р-н, Вінницька обл. — 26 липня 2023, Роботине, Запорізька обл.) — молодший сержант Збройних сил України. Учасник російсько-української війни. Нагороджений орденом «За мужність» III ступеня (посмертно).

## Життєпис
Олександр Олійник народився 21 травня 1999 року в селі Терешки Барського району Вінницької області.
У 2014 році закінчив 9 класів Терешківської ЗОШ І-ІІ ступенів.
З 2014 по 2017 роки навчався в Кузьминецькому професійному аграрному ліцеї, отримав спеціальність «тракторист-шофер» .
За станом здоров'я в армії не служив.
Після навчання працював трактористом у приватного підприємця в с. Терешки. Далі працював в м. Київ.
В січні 2023 року Олександр був призваний до лав ЗСУ. Пройшов навчання в Черкаській області. Був призначений шофером-санітаром в роту матеріального забезпечення. Проходив навчання в Польщі. Служив у зоні бойових дій в одній із військових частин в Запорізькій області. Мав позивний «Добряк».
26 липня 2023 року Олександр був водієм-механіком головного танку і виконував бойове завдання з відбиття захоплених позицій, знищення сил та техніки ворога. Герой зник безвісти.
За даними лікарського свідоцтва від 28 березня 2024 року, молодший сержант, старший механік-водій 3 танкової роти танкового батальйону Олександр Огороднік, загинув 26 липня 2023 року під час ведення бойових дій біля с. Роботине Запорізької області.
Похований 03 квітня 2024 року в селі Терешки Жмеринського району, Вінницької області.
Без Олександра залишилася дружина, донька, мати та дві сестри.

## Нагороди
- Нагороджений орденом «За мужність» III ступеня (посмертно)[2].